# Sainte-Marthe (Eure)
Sainte-Marthe és un municipi francès situat al departament de l'Eure i a la regió de Normandia. L'any 2007 tenia 460 habitants.

## Demografia

### Població
El 2007 la població de fet de Sainte-Marthe era de 460 persones. Hi havia 174 famílies de les quals 38 eren unipersonals (21 homes vivint sols i 17 dones vivint soles), 62 parelles sense fills, 66 parelles amb fills i 8 famílies monoparentals amb fills.
La població ha evolucionat segons el següent gràfic:
Habitants censats

### Habitatges
El 2007 hi havia 237 habitatges, 185 eren l'habitatge principal de la família, 40 eren segones residències i 12 estaven desocupats. Tots els 235 habitatges eren cases. Dels 185 habitatges principals, 152 estaven ocupats pels seus propietaris, 30 estaven llogats i ocupats pels llogaters i 3 estaven cedits a títol gratuït; 1 tenia una cambra, 8 en tenien dues, 28 en tenien tres, 51 en tenien quatre i 97 en tenien cinc o més. 128 habitatges disposaven pel capbaix d'una plaça de pàrquing. A 70 habitatges hi havia un automòbil i a 107 n'hi havia dos o més.

### Piràmide de població
La piràmide de població per edats i sexe el 2009 era:
| Homes | Edats   | Dones |
| ----- | ------- | ----- |
| 0     | 95 o +  | 0     |
| 0     | 90 a 94 | 4     |
| 0     | 85 a 89 | 8     |
| 0     | 80 a 84 | 0     |
| 4     | 75 a 79 | 4     |
| 8     | 70 a 74 | 12    |
| 8     | 65 a 69 | 12    |
| 12    | 60 a 64 | 16    |
| 12    | 55 a 59 | 12    |
| 0     | 50 a 54 | 12    |
| 20    | 45 a 49 | 8     |
| 16    | 40 a 44 | 24    |
| 28    | 35 a 39 | 28    |
| 12    | 30 a 34 | 20    |
| 8     | 25 a 29 | 12    |
| 8     | 20 a 24 | 4     |
| 16    | 15 a 19 | 12    |
| 16    | 10 a 14 | 24    |
| 32    | 5 a 9   | 16    |
| 12    | 0 a 4   | 12    |

## Economia
El 2007 la població en edat de treballar era de 317 persones, 239 eren actives i 78 eren inactives. De les 239 persones actives 224 estaven ocupades (124 homes i 100 dones) i 14 estaven aturades (8 homes i 6 dones). De les 78 persones inactives 31 estaven jubilades, 20 estaven estudiant i 27 estaven classificades com a «altres inactius».

### Ingressos
El 2009 a Sainte-Marthe hi havia 177 unitats fiscals que integraven 443 persones, la mediana anual d'ingressos fiscals per persona era de 19.289 €.

### Activitats econòmiques
Dels 13 establiments que hi havia el 2007, 3 eren d'empreses de construcció, 4 d'empreses de comerç i reparació d'automòbils, 1 d'una empresa d'hostatgeria i restauració, 1 d'una empresa d'informació i comunicació, 2 d'empreses de serveis i 2 d'empreses classificades com a «altres activitats de serveis».
Dels 4 establiments de servei als particulars que hi havia el 2009, 1 era un paleta, 1 fusteria, 1 lampisteria i 1 perruqueria.
L'any 2000 a Sainte-Marthe hi havia 7 explotacions agrícoles que ocupaven un total de 300 hectàrees.

## Poblacions més properes
El següent diagrama mostra les poblacions més properes.